# کربین فیشر
کربین فیشر (انگلیسی: Corbin Fisher) استودیوی فیلم با تمرکز برای پورنوگرافی گی واقع در لاس وگاس، نوادا در ایالات متّحدهٔ آمریکاست. این شرکت که صاحبش با همین نام یعنی کربین فیشر، فعالیت می‌کند در سال ۲۰۰۹ با بل‌آمی همکاری کرد.